# Övre Soppero
Övre Soppero (finnisch Yli-Soppero, nordsamisch Badje-Sohppar) ist eine Ortschaft (Småort) in der schwedischen Provinz Norrbottens län und der historischen Provinz Lappland. Sie gehört zur Gemeinde Kiruna.
Die Einwohnerzahl des Ortes sank von Mitte des 20. Jahrhunderts (441 Einwohner 1960) kontinuierlich auf schließlich unter 200, sodass der Ort 2015 den Status eines Tätort verlor.
In Övre Soppero gibt es eine Tankstelle, ein Wirtshaus, einen Kiosk und eine Schule.